# Докучаев, Владимир Анатольевич
Владимир Анатольевич Докучаев (род. 01 ноября 1958, Москва, СССР) — доктор технических наук, профессор, заведующий кафедрой «Сетевые информационные технологии и сервисы» ордена Трудового Красного Знамени «Московского технического университета связи и информатики».

## Биография
Родился в городе Москва в районе метро Проспект Мира. Отец — Докучаев Анатолий Тимофеевич родился в г. Москве, школьником во время Великой Отечественной войны работал на оборонном заводе, изготавливающем артиллерийские снаряды для фронта. Вместе с матерью, Кузнецовой (Волковой) Анастасией Николаевной (награждена медалью «За оборону Москвы»), дежурил на крышах московских домов и несколько раз принимал участие в тушении немецких зажигательных бомб. В 14 лет награждён медалью «За доблестный труд в Великой Отечественной войне 1941—1945 гг.». Медаль вручал председатель Президиума Верховного Совета СССР Калинин М. И. Впоследствии работал начальником цеха Всесоюзного НИИ Радиотехники. Награждён медалью «Ветеран труда». Мать — Докучаева (Савина) Анна Петровна, родилась в г. Москве, летние школьные каникулы застали её в селе Николаевка, Михайловского района, Рязанской области. Фашистские войска прошли через село без остановки, но одна из соседок доложила фашистам, что у них гостит пионерка из Москвы. Из-за спешки немецких войск матери чудом удалось избежать ареста. После окончания войны вернулась в г. Москву, где закончила школу. Трудовой путь начала на Московском радиозаводе, впоследствии специалист ОТК ВНИИРТ. Награждена медалью «Ветеран труда».
В начале 60х семья переехала в район Измайлово, где в шесть лет он поступил в среднюю школу № 619 г. Москвы. В 1975 году после окончания средней школы по комсомольской путёвке был принят на работу в должности слесаря механо-сборочных работ во Всесоюзный НИИ Радиотехники. В 1976 году получил 2 разряд слесаря-сборщика радиоаппаратуры. В этом же году поступил на очное отделение Московского электротехнического института связи, факультет «Автоматическая электросвязь», который закончил в 1981 году. В период учёбы в институте работал внештатным сотрудником Уголовного розыска Калининского РУВД г. Москвы (1977—1978), прошёл углублённую подготовку по иностранному языку (английский) для работы на Олимпиаде-80.
После окончания МЭИС работал в должности инженер, м.н.с., с.н.с., заведующий лабораторией в Научно-исследовательской части МЭИС-МТУСИ (1981—1992). В период 1991-1993 гг. работал главным специалистом центра перспективных направлений и новых услуг связи JSC «AEROCOM Ltd.». В 1992 году выступил соучредителем и занял должность генерального директора ООО Фирма «ТЕЛЕСОФТ» — компании успешно работающей на Российском рынке в области инновационного цикла «наука-производство». Параллельно с работой в бизнесе он продолжал активно заниматься научно-исследовательской и педагогической деятельностью работая (по совместительству) заведующим кафедрой «Передачи дискретных сообщений и телеграфии» МТУСИ (2000—2004), заведующим кафедрой «Информационные технологии и системы» МТУСИ (создана в 2004 году путем объединения кафедры «Передачи Дискретных Сообщений и Телеграфии» (ПДСиТ) и кафедры «Вычислительной Техники и Управляющих Систем» (ВТиУС) (2004—2006), заведующим кафедрой «Мультимедийные сети и услуги связи» МТУСИ (2006—2020), руководителем Научно-образовательного центра «Инфокоммуникации и информационные технологии» ВШБИ НИУ ВШЭ (2017—2020), в котором под его руководством разработан дистанционный учебный курс «Организация обработки и обеспечение безопасности персональных данных в ОАО „РЖД“».

## Научная деятельность
После окончания в 1981 г. Московского электротехнического института связи поступил в аспирантуру и в 1990 г. защитил диссертацию на соискание ученой степени кандидата технических наук. Продолжая заниматься вопросами разработки методов автоматизированной поддержки принятия решений, получил ученое звание старший научный сотрудник (1992) и ему присвоено учёное звание доцент (1996). За разработку и внедрение в практику операторов связи и проектных организаций методов автоматизированного управления развитием и качеством функционирования сетей электросвязи ему присуждена ученая степень доктор технических наук (1999) и присвоено ученое звание профессор (2001). По приглашению Международного союза электросвязи прошёл подготовку по курсу «Стратегический менеджмент в области связи» в Telecommunications Executive Management Institute of Canada — TEMIC (Канада) при Международном союзе электросвязи (2000).
Лично им и в соавторстве опубликовано свыше 250 научных, учебных и публицистических работ в России и за рубежом, в том числе две монографии «Расчет тандемных соединений обслуживающих устройств с учетом повторения заблокированных вызовов» (1999) и «Архитектура центров обработки данных» (2020). Подготовленный по его инициативе «Толковый словарь терминов по системам, средствам и услугам связи» (1998, 2003) был одним из первых изданий, познакомивших специалистов с современной терминологией в области информационно-коммуникационных технологий и связи. Под его руководством и при его непосредственном участии были разработаны автоматизированные системы управления развитием и качеством функционирования телекоммуникационных сетей «СЕТЬ-МС» которые с 1995 по 2005 гг. находились в промышленной эксплуатации более чем в 25 эксплуатационных, проектных и учебных организациях связи России и Казахстана. В период 2016-2019 гг. под научным руководством были подготовлены 11 профессиональных стандартов в сфере ИКТ/Телекоммуникаций.
В 1997 году Докучаев В. А. организовал постоянно действующий симпозиум «Отечественные телекоммуникационные системы», которым бессменно руководил до 2007 года. Одновременно он руководил секцией «Автоматическая коммутация и сети связи» РНТОРЭС им. А. С. Попова и являлся ученым секретарём секции «Радиоэлектроника» ЦДУ РАН (Москва). В этот же период времени он принимал активное участие в обсуждении наиболее важных и актуальных вопросов будучи членом научно-технического совета Российского агентства по системам управления (секция «Телекоммуникация»), одним из учредителей и членом Совета Системы Добровольной Сертификации «Связь-Качество» при Федеральном агентстве связи. В 2006—2007 гг. Докучаев В. А. являлся членом Экспертного совета при Правительстве г. Москвы, Комиссии по телекоммуникациям и информационным технологиям Совета Российского союза промышленников и предпринимателей (РСПП) по конкурентоспособности и отраслевым стандартам, научно-технического совета Минкомсвязи.
В 2009 году он назначается руководителем экспертной секции по вопросам производства телекоммуникационного оборудования экспертно-консультационной группы Совета при Президенте Российской Федерации по развитию информационного общества в Российской Федерации. С 2012 г. он член Межведомственного экспертного совета при Минпромторге России по присвоению телекоммуникационному оборудованию, произведенному на территории Российской Федерации, статуса телекоммуникационного оборудования российского происхождения. В это же время он утвержден экспертом от Регионального Содружества в области Связи СНГ в рабочую группу по инициативам в области создания потенциала Международного союза электросвязи при ООН (GCBI ITU-D) в которой активно представляет интересы Российской Федерации.
С 2012 года Докучаев В. А. член Экспертного совета Комитета Государственной Думы РФ по информационной политике, информационным технологиям и связи.

## Основные реализованные проекты
В середине 80х годов XX века Докучаев В. А. принял участие в разработке ряда основополагающих документов отрасли связи: «Отраслевая программа эффективного использования вычислительной техники и автоматизированных систем на период до 2000 г.», РД «Основные положения III этапа развития ЕАСС (1991—2005 гг.)», ГОСТ 22348-86 «Система связи автоматизированная единая. Термины и определения». Под его руководством и непосредственном участии по заданиям Минсвязи России были разработаны документы, регламентирующие деятельность операторов международной и междугородной связи: «Правила технической эксплуатации цифровых междугородных и международных телефонных станций сети электросвязи общего пользования Российской Федерации» (1997), «Технические требования на автоматизированный переговорный пункт» (1997).
В 1995 году под научным руководством Докучаева В. А. и при его непосредственном участии разработаны автоматизированные системы управления развитием и качеством функционирования телекоммуникационных сетей «СЕТЬ-МС», которые до середины 2000х находились в промышленной эксплуатации более чем в 25 эксплуатационных, проектных и учебных организациях связи России и Казахстана. С помощью этих систем в этот период было выполнено большинство проектов по развитию городских телефонных сетей России.
В 1994—2010 гг. по инициативе Докучаева В. А. и при его личном участии были осуществлены поставки в Россию технологий и изделий микроэлектроники, отвечающих последним мировым требованиям. Это обеспечило коренной перелом, в области создания телекоммуникационных систем общего пользования и специального назначения, на которые Россия имеет права интеллектуальной собственности. В этот же период возглавляемая им компания ООО Фирма «ТЕЛЕСОФТ» в кооперации с коллегами из ФРГ осуществила разработку современная оптическая система передачи стандарта CWDM «DомикС», обеспечивающая передачу в нанометровом диапазоне различных протоколов, включая стандарт цифрового телевидения высокой четкости (HDTV). Данная система хорошо зарекомендовала себя на линиях связи ОАО «ГАЗПРОМ Космические системы» и ЗАО «West Call».
При его непосредственном участии созданы современные корпоративные мультисервисные сети связи таких международных и российских компаний как ООО «Ашан», «Cushman», «АлдерлиНефтеГаз», «Conyers Dill & Pearman», «Институт Сервантеса», «BLP», ОАО «Новокуйбышевский НПЗ», «Herbert Smith», ОАО МКБ «Искра» и ряда других.
Высокий профессионализм и надежность в деловых отношениях Докучаева В. А. нашли глубокое признание и поддержку у ведущих в области микроэлектроники, средств связи и информатизации компаний США, Канады и Западной Европы таких как: IBM (США), MITEL Networks Corp. (Канада), Zarlink Semiconductor (Канада), Alcatel (Бельгия), Clare (Бельгия), Teccor (США), APC plc (Великобритания), Sigtec Navigation (Австралия), DanRiver (КНР) и многих других, а также ряда российских производителей средств и систем связи специального назначения.

## Общественная деятельность
С 2009 года по 2021 год — член и секретарь Общественного совета при Федеральном агентстве связи.
Является членом Редакционного совета журнала «Информационные телекоммуникационные сети» (Республика Казахстан) и журнала «Вестник НГИЭИ» (Россия).
По его инициативе и при поддержке Председателя Государственного Комитета РФ по связи и информатизации Крупнова А. Е. в 1997 создана Некоммерческая организация «Ассоциация Производителей Оборудования Связи» (НО АПОС). Деятельность ассоциации направлена на поддержку отечественных предприятий малого и среднего бизнеса, занимающихся вопросами разработки и производства инфокоммуникационного оборудования. НО АПОС в настоящее время наряду с предприятиями Российской Федерации объединяет предприятия стран СНГ. С января 2001 г. АПОС является членом Российского Союза Промышленников и Предпринимателей (РСПП).
В рамках работы РСПП, делегация НО АПОС во главе с Докучаевым В. А., принимала участие в ряде международных и российских бизнес-форумах, проводимых под эгидой Президентов России В. В. Путина и Д. А. Медведева:
- Российско-японский бизнес-форум (20-22 ноября 2005);
- Форум промышленников и предпринимателей государств-членов ШОС (2006);
- Неделя Российского Бизнеса «Краснодар-Москва» (2008) и ряда других.

Участие в данных мероприятиях позволило российским компаниям в сфере ИКТ найти новые пути к развитию своего бизнеса в рамках международной и отраслевой кооперации.

## Награды и поощрения
- Почётная грамота Министерства связи и массовых коммуникаций Российской Федерации (2016);
- «Почетный Знак РСПП» (2008);
- «Почетный Знак МТУСИ» (2008);
- грамота Заместителя Главнокомандующего внутренними войсками МВД России «За оказание содействия войскам правопорядка в проведении благотворительных акций» (2008);
- Юбилейный знак «XV лет РСПП» (2007);
- диплом РСПП «За вклад в развитие автоматизированных систем связи и активное содействие в осуществлении уставных целей РСПП» (2006);
- Почетное звание «Мастер связи» (2003);
- Медаль «В память 850-летия Москвы» (1997).

## Семейное положение
Жена — Лопатина (Яшина) Татьяна Алексеевна, домохозяйка.
Внуки — Алексей, Кирилл, Александр, Максим.